# 686
Cette page concerne l'année 686  du calendrier julien.
L'année 686 est une année commune qui commence un lundi.

## Événements
- 30 janvier : début de l'Ère Shuchō au Japon[1].
- 1er octobre : à la mort de son mari l'empereur du Japon Temmu, l'impératrice consort Jitō prend le pouvoir à la place de son fils le prince héritier Kusakabe (fin de règne en 697). Le prince Ōtsu, fils de l'empereur Tenji, est arrêté avec une trentaine de personnes soupçonnées de complot. Il se suicide[2].
- 21 octobre : début du pontificat de Conon (fin en 687)[3].

- Berchier, gendre de Waratton, lui succède comme maire du palais de Neustrie. Il reprend une politique  offensive contre l'Austrasie[4].
- Le roi de Wessex Cædwalla envahit le royaume de Sussex et tue son souverain Berthun[5].
- Cædwalla envahit également le Kent et place son frère Mul sur le trône de ce royaume[6].
- Offensive arabe contre les Berbères du Maghreb. Zobeïr Ibn Keïs met en déroute l’armée berbère de Koceila, qui est tué, et s’avance jusqu’à Volubilis[7].
- Mouvement iconoclaste en Égypte (686-689). Toutes les croix sont détruites ; les portes des églises doivent recevoir l'inscription : Mahomet est le grand apôtre de Dieu. Jésus est apôtre de Dieu. Et Dieu n'engendre, ni n'est engendré[8].

## Décès en 686
- 15 juin : Landelin, saint chrétien.
- 2 août : Jean V, pape.
- 1er octobre : Tenmu, empereur du Japon.

- Eadric, roi du Kent depuis 685[9].
- Waratton, maire du palais de Neustrie.